# Maira abscissa
Maira abscissa är en tvåvingeart som först beskrevs av Walker 1860. Maira abscissa ingår i släktet Maira och familjen rovflugor.
Artens utbredningsområde är Myanmar. Inga underarter finns listade i Catalogue of Life.